# Estadio Reina del Mar
El Estadio Reina del Mar será un recinto deportivo, ubicado en el El Roble, Puntarenas.
El 3 de abril de 2024, se oficializó su nombre del recinto deportivo, declarado como el Estadio Reina del Mar, su nombre hace honor a la Virgen del Carmen, patrona de Puntarenas.

## Historia
En febrero de 2023, se valoró la realización de un nuevo estadio de Puntarenas F. C. junto la construcción de una ciudad deportiva (Centro de Alto Rendimiento), la cual, las construcciones contaría con una capacidad del estadio de 8,000 espectadores, dos canchas, gimnasio, comedores, habitaciones, parqueos y sala de conferencia de prensa.  Una cancha de la ciudad deportiva es de césped sintética y la otra es de césped natural. El terreno de las construcciones es empleada por cinco hectáreas, tres hectáreas se utilizarán para la construcción del estadio y dos para el CAR. La construcción del estadio se realizó a inicios de 2024.

## Instalaciones
El 3 de mayo de 2024, se oficializó su maqueta del estadio, y contó con la descripción de las instalaciones del recinto deportivo. El estadio tiene una capacidad de 8,000 espectadores, con 35 zonas de palcos, que cuentan con 150 asientos VIP, además de un lobby en la zona VIP, posee 4 ascensores de acceso, áreas de comida rápida y espacio de parqueo para un total de 400 vehículos, además de poseer sus debidos vestuarios tanto de local, visitante y árbitros, cuenta con una oficina para comisario del partido, sala médica, sala de doping, zona de entrevistas y sala de conferencia de prensa, incluyendo cinco palcos para prensa con 25 asientos que contarán con escritorio y área de oficinas administrativas.